# Overground
Overground war eine deutsche Boygroup, die im Jahr 2003 aus der dritten Staffel des von ProSieben ausgestrahlten Gesangswettbewerbs Popstars – Das Duell hervorging. Die vier Bandmitglieder waren Ahmet „Akay“ Kayed, Ken Miyao, Marq Porciuncula und Meiko Reißmann. Kurzzeitig gehörte auch Fabrizio Levita zur Band. Levita wurde im Rahmen der Sendung ein Solo-Plattenvertrag angeboten. In derselben Staffel der Sendung Popstars wurde auch die Girlgroup Preluders gecastet.

## Geschichte
Nach zwei Jahren Pause begannen die Münchner Produktionsfirma Tresor TV und ProSieben im August 2003 mit der Ausstrahlung der dritten Staffel von Popstars. Hierbei ließ man nach britischem Vorbild erstmals das Konzept eines Duells, einem Wettstreit zwischen einer Boygroup und einer Girlgroup, in die Reihe einfließen. Im Zuge der Umstrukturierung nahmen mit der Rapperin Sabrina Setlur und dem Produzenten Uwe Fahrenkrog-Petersen zwei neue Mitglieder neben Detlef Soost in der Jury ihre Plätze ein. Artemis Gounaki blieb dem Ensemble als Gesangslehrerin erhalten.
Innerhalb fünf großer Städtecastings bewarben sich erneut über 12.000 junge Frauen und Männer um einen Platz in den beiden Bands. Insgesamt 46 Kandidaten sangen und tanzten sich zur Teilnahme an der Entscheidungsshow am Düsseldorfer Flughafen; 27 reisten daraufhin unmittelbar nach Orlando (Florida), wo die Teilnehmer in vier Wochen Choreografie und Gesang einstudierten. Durch Juryentscheid bildeten nach Ende des Workshops schließlich Ahmet „Akay“ Kayed, Ken Miyao, Marq Porciuncula und Meiko Reißmann die Boyband Overground; Tertia Botha, Miriam Cani, Anh-Thu Doan und Rebecca Miro formten die Girlgroup Preluders. Nach für die Produzenten unbefriedigend verlaufenen Studioaufnahmen stießen mit Anne Ross und Fabrizio Levita später weitere Mitglieder zu den Bands hinzu; letzterer verließ Overground jedoch nur wenig später zu Gunsten einer Solokarriere.
Die beiden Gruppen warben anschließend während einer dreiwöchigen Club-Tour durch Deutschland für sich und die vorab in Mc-Donald's-Restaurants veröffentlichten Promosingles. Am 3. November 2003 gingen die Preluders in dem von Arabella Kiesbauer moderierten Finale mit ihrer verkaufsstarken Coverversion des R.E.M.-Hits Losing My Religion als Zwischensieger hervor, in der Finalentscheidung jedoch konnte Overground nach dem Telefonvoting den Sieg für sich beanspruchen.
Wie schon die No Angels und Bro’Sis landete auch Overground daraufhin mit ihrer anschließend veröffentlichten Debütsingle Schick mir ’nen Engel und dem dazugehörigen Album It’s Done! auf Platz 1 der deutschen, österreichischen und Schweizer Single- bzw. Albumcharts. 2004 veröffentlichte Overground mit Der letzte Stern und Aus und vorbei zwei weitere Top-10-Singles. Mit Der letzte Stern trat Overground bei Germany 12 Points! an, der deutschen Vorentscheidung für den Eurovision Song Contest 2004, wo sie den vierten Platz belegten.
Als Vorab-Single zum zweiten Album veröffentlichte Overground in Zusammenarbeit mit Montell Jordan ein Remake seines Hit This Is How We Do It. Nach einer Pause wurde bei einem neuen Label das Lied Hass mich veröffentlicht. Im März 2006 besuchte Overground auf Einladung eines japanischen Fanclubs den Fernen Osten, die dortigen Auftritte wurden teilweise durch Miyaos japanischen Vater Takeshi Miyao organisiert und von ProSieben begleitet. Ende Juli 2006 präsentierte die Band im Rahmen des ZDF-Fernsehgartens mit Never an Easy Way zuletzt einen englischsprachigen Song. Folgend pausierte die Band, verschiedene Mitglieder versuchen sich seither an Solokarrieren. Im Jahr 2008 löste sich die Band schließlich auf.
Am 17. November 2023 veröffentlichte das Musiklabel Telamo zum 20. Jahrestag ihres Debütalbums ein Best Of mit einer Zusammenstellung von 20 Liedern der Band.

## Zeitleiste: Bandmitglieder
| Mitglied | Mitglied                       | 2003 | 2004 | 2005 | 2006 | 2007 | 2008 |
| -------- | ------------------------------ | ---- | ---- | ---- | ---- | ---- | ---- |
|          | Ahmet „Akay“ Kayed (2003–2008) |      |      |      |      |      |      |
|          | Ken Miyao (2003–2008)          |      |      |      |      |      |      |
|          | Marq Porciuncula (2003–2008)   |      |      |      |      |      |      |
|          | Meiko Reißmann (2003–2008)     |      |      |      |      |      |      |
|          | Fabrizio Levita (2003)         |      |      |      |      |      |      |

## Diskografie

### Studioalben
| Jahr | Titel      | Höchstplatzierung, Gesamtwochen, AuszeichnungChartplatzierungen (Jahr, Titel, Platzierungen, Wochen, Auszeichnungen, Anmerkungen) | Höchstplatzierung, Gesamtwochen, AuszeichnungChartplatzierungen (Jahr, Titel, Platzierungen, Wochen, Auszeichnungen, Anmerkungen) | Höchstplatzierung, Gesamtwochen, AuszeichnungChartplatzierungen (Jahr, Titel, Platzierungen, Wochen, Auszeichnungen, Anmerkungen) | Anmerkungen                                                 |
| Jahr | Titel      | DE | AT | CH | Anmerkungen                                                 |
| ---- | ---------- | --- | --- | --- | ----------------------------------------------------------- |
| 2003 | It’s Done! | DE1 Platin · (8 Wo.)DE | AT13 (6 Wo.)AT | CH1 (9 Wo.)CH | Erstveröffentlichung: 17. November 2003 Verkäufe: + 200.000 |
| 2004 | 2. OG      | DE41 (1 Wo.)DE | — | — | Erstveröffentlichung: 8. November 2004                      |

### Kompilationen
- 2023: Best Of

### Singles
| Jahr | Titel Album                                               | Höchstplatzierung, Gesamtwochen, AuszeichnungChartplatzierungen (Jahr, Titel, Album, Platzierungen, Wochen, Auszeichnungen, Anmerkungen) | Höchstplatzierung, Gesamtwochen, AuszeichnungChartplatzierungen (Jahr, Titel, Album, Platzierungen, Wochen, Auszeichnungen, Anmerkungen) | Höchstplatzierung, Gesamtwochen, AuszeichnungChartplatzierungen (Jahr, Titel, Album, Platzierungen, Wochen, Auszeichnungen, Anmerkungen) | Anmerkungen                                                                     |
| Jahr | Titel Album                                               | DE | AT | CH | Anmerkungen                                                                     |
| ---- | --------------------------------------------------------- | --- | --- | --- | ------------------------------------------------------------------------------- |
| 2003 | Schick mir ’nen Engel It’s Done!                          | DE1 Gold · (12 Wo.)DE | AT1 (15 Wo.)AT | CH1 (15 Wo.)CH | Erstveröffentlichung: 10. November 2003 Verkäufe: + 150.000                     |
| 2003 | Do They Know It’s Christmas? The Ultimate Christmas Album | DE3 Gold · (7 Wo.)DE | AT28 (5 Wo.)AT | CH32 (5 Wo.)CH | Erstveröffentlichung: 24. November 2003 mit den TV Allstars Verkäufe: + 150.000 |
| 2004 | Der letzte Stern It’s Done!                               | DE9 (11 Wo.)DE | AT30 (8 Wo.)AT | CH27 (7 Wo.)CH | Erstveröffentlichung: 1. März 2004                                              |
| 2004 | Aus und vorbei 2. OG                                      | DE10 (9 Wo.)DE | AT39 (7 Wo.)AT | — | Erstveröffentlichung: 5. Juli 2004 Prod. by Mark Joker feat. Deema              |
| 2004 | This Is How We Do It 2. OG                                | DE19 (8 Wo.)DE | AT53 (2 Wo.)AT | — | Erstveröffentlichung: 11. Oktober 2004 feat. Montell Jordan                     |
| 2005 | Hass mich –                                               | DE35 (9 Wo.)DE | — | — | Erstveröffentlichung: 7. Oktober 2005                                           |

Weitere Singles
- 2003: I Wanna Sex You Up (Verkäufe: + 400.000)

### Beiträge für Sampler
- 2004: Driving Home for Christmas (The Ultimate Christmas Album – TV Allstars)
- 2004: Stay Another Day (Your Stars for Christmas)
- 2004: When Will I Be Famous (The History of Popstars)

### Weitere Werke
- 2004: With a Little Help from My Friends (Cover von Paul McCartney; mit Bro’Sis und den Preluders)[6]

## Auszeichnungen für Musikverkäufe
Anmerkung: Auszeichnungen in Ländern aus den Charttabellen bzw. Chartboxen sind in ebendiesen zu finden.
| Land/RegionAuszeichnungen für Musikverkäufe (Land/Region, Auszeichnungen, Verkäufe, Quellen) | Gold     | Platin  | Verkäufe | Quellen           |
| -------------------------------------------------------------------------------------------- | -------- | ------- | -------- | ----------------- |
| Deutschland (BVMI)                                                                           | 2× Gold2 | Platin1 | 500.000  | musikindustrie.de |
| Insgesamt                                                                                    | 2× Gold2 | Platin1 |          |                   |

## Auszeichnungen
- Bravo Otto Gold (Best Newcomer Band 2003)
- Bravo Otto Silber (Best Band National 2004)
- Goldene Stimmgabel (Shooting Star 2004)
- Goldener Pinguin (Best Newcomer 2004)